# Husino
Husino je naseljeno mjesto u sastavu općine Tuzla, Federacija Bosne i Hercegovine, BiH.

## Zemljopis
Na Husinu u oko 800 kuća živi 1.572 stanovnika izgrađenih na prostoru 20 km2, što je 6,5% teritorije tuzlanske općine. Husino se prostire po brežuljkastom i brdovitom zemljištu. Sa sjevera, iznad Grabika i Matičevića dominira vrh Markovište, nadmorske visine od 348 metara. Markovište je bila važna strateška lokacija u Drugome svjetskom ratu.
Danas je na Markovištu repetitor FTV-a (965,25 MHz, kanal 49).

## Povijest
Husino je nastalo prije osmanskih osvajanja, početkom 15. stoljeća. 1463. godine Osmanlijsko Carstvo zaposjelo je prostore Bosne i Hercegovine. Na Husinu je tada bilo tek 10 kuća raštrkanih po kržljavim šljivicima oko sadašnjeg mjesnog groblja. S druga dva manja seoceta Božićima i Kliještevinom, koja su imala samo po 5 kuća, tvorilo je zaokruženu seosku teritorijalnu i upravnu cjelinu. Prvi popis koji je popisao Husino bio je 1533. godine i u njemu je pobrojano 13 kuća. Nakon drugog popisa 1548. godine Husino je imalo 17 kuća, a na popisu 1600. godine zabilježen je porast na 20 kuća. Podrijetlo imena bilo je enigma. Gotovo 500 godina stara misterija znanstveno je rasvijetljena današnjih dana. Dotad se prenosilo vjerovanje s koljena na koljeno da je Husino ime dobilo po nekom Husi. Ime dolazi od staroslavenske riječi ”husa”, što znači zasjeda.
Nedaleko od husinske crkve nalazi se i kapela. Od blagdana Uznesenja Blažene Djevice Marije pa sve do blagdana njezina rođenja nosi se slika Gospe Usinske. Mještani nikada nisu dopustili odnijeti Gospinu sliku iz ovoga mjesta. Husinjani oduvijek prepričavaju da prigodom jednog pokušaja premještaja volovi koji su sliku trebali voziti to nisu mogli učiniti. Gospa Usinska je u Husino stigla s bosanskim franjevcima koji su se pred najezdom Osmanlija sklonili u husinska brda. U Husino je ostala sve do danas.
Na Husinu je tradicionalno mjesto odmora hodočasnika koji hodočaste Gospi Olovskoj za blagdan Velike Gospe. Od davnina hodočasnici su na putu ka Olovu zastajali u Husinu kod zavjetne kapele dan uoči blagdana. Župljani se za patrona župe duhovno pripravljaju trodnevnicom kod Gospine kapele. Poslije Mise vjernici su u svečanoj procesiji dopraćaju sliku Gospe Husinske do župne crkve.
KPJ je održao u Tuzli i okolici niz javnih skupova protiv skupoće i predizbornih skupova u drugoj polovici 1920. godine, pored ostalih u Husinu.
21. prosinca 1920. izbio je oružani otpor rudara rudnika Kreke protiv nasilja organa državne vlasti u toku generalnog štrajka rudara Bosne i Hercegovine, zvan Husinska buna. Trajao je do 28. prosinca 1920. godine. Nazvan je po selu Husinu. Buna je zahvatila područje Husina, Lipnice i Morančana.
10. listopada 1943. u Husinu je formirana Osamnaesta hrvatska istočnobosanska brigada.
Termoelektrana Tuzla izgrađena je na plodnom poljoprivrednom zemljištu, većinom oduzeta od Husinjana uz simboličnu naknadu. Danas broj Husinjana koji rade u TE Tuzla može se pobrojiti na prste jedne ruke i uz to je nevjerojatna činjenica da Husinjani, premda su u neposrednoj blizini termoelektrane, griju se na alternativne izvore kojima se još više zagađuje već zagađeni zrak.
Kada je 1997. godine blaženi papa Ivan Pavao II. došao u Sarajevo, još onda su predvidjeli da kamen temeljac koji je papa blagoslovio budu ugrađeni u temelje nove župne crkve Rođenja BDM na Husinu. Blagoslovu temelja nove župne crkve na Husinu kod Tuzle rujna 2013. godine nazočilo je visoko izaslanstvo HDZ-a BiH predvođeno predsjednikom Draganom Čovićem, dopredsjedateljem Doma naroda Parlamentarne skupštine BiH i predsjednikom Hrvatskog narodnog sabora BiH. Kamen temeljac zajedno su položili nadbiskup metropolit vrhbosanski kardinal Vinko Puljić i predsjednik HDZ-a BiH Dragan Čović.
Staro husinsko groblje bilo je posvećeno Svim svetima. Na njemu su pokapani Husinjani i i župljani župe Morančani, kao i mještani naselja Kreke, Bukinja i Miladija, zbog čega je bilo vrlo popunjeno i potrebno je bilo novo groblje. Novo groblje Cerovi blagoslovljeno je na blagdan Duhova 2013. godine i posvećeno Duhu Svetom. Uz župnika i ravnatelja KŠC-a „Sveti Franjo“ iz Tuzle mr. Vlatka Rosića, misu je predvodio, groblje i središnji križ blagoslovio kanonik i pastoralni vikar Vrhbosanske nadbiskupije mons. Bosiljko Rajić. Novo je groblje više od 120 godina bila crkvena njiva koja je ime dobila po 33 cera. Danas nije ostao ni jedan. Ilino se obilježavalo na tom mjestu sve do kraja 1950-ih. Župljani su za obilježavanje napravili sjenicu od granja, gdje bi se slavila sveta misa, slijedilo je narodno veselje i lilanje, dokumentirano 1900. godine u "Spomen knjizi iz Bosne" fotografijom na kojoj je župnik župe Morančani sa župljanima o Ilinu na Cerovima. Komunistički sustavi i drugi razlozi učinili su da se potkraj tih 1950-ih prestalo se slaviti Ilino na Cerovima, a umjesto toga, posječeni su cerovi i počelo se igrati nogomet.  Ing. Božo Pranjić, župljanin župe Husino izradio je projekt groblja, kapele i "odarnice", tj. prostora gdje se izlaže pokojnik, izražava sućut obitelji i slavi Misa zadušnica. Kolovoza 2013. je godine počela gradnja nove crkve na Husinu. Izgradnju crkve su u pravom duhu ekumenske suradnje pomogli muslimani iz Cerika. Džematski odbor Cerika financijski je pomogao izgradnju nove katoličke crkve u Husinu.
Župa Husino najmlađa je župa u Tuzlanskom dekanatu. Nebeska zaštitnica župe je Rođenje Blažene Djevice Marije, odnosno Mala Gospa. Župa je zadnjih godina uz gradnju nove župne crkve postala i mjestom brojnih slavlja, kulturnih i drugih događanja. Od 2015. se uoči blagdana Male Gospe održava likovna kolonija Husino, kod Gospine kapele.
Mjesto Husino u blizini Tuzle danas ima oko 1200 vjernika u 500 obitelji.
Husino dosta trpi zbog zagađenosti zraka čiji je glavni tvorac TE Tuzla. Događaju se apsurdne situacije da ne mogu dobiti centralno grijanje pa ljudi koji žive prekoputa TE Tuzla nemaju centralno grijanje u svojim domovima. Nevjerojatno je da Husinjani, premda su u neposrednoj blizini termoelektrane, desetljećima se griju na drvo, ugljen, pelet, lozu, struju, plin i sve druge moguće energente, dodatno zagađujući ionako zagađeni zrak.
Elektroprivreda BiH isplaćuje Husinu, Bukinju i Šićkom Brodu znatna financijska sredstva u 
sklopu projekta tzv. "prijateljskog okruženja". Sredstava su namijenjena projektima saniranja posljedica zagađenja, zaštite okoliša i očuvanja zdravlja mještana. Nažalost prljavim igrama gdje se namijenjeni novac preusmjerava u nepotrebne svrhe i nemarom lokalnih političkih moćnika projekt toplifikacije Husina godinama se odgađa unedogled.

## Uprava
Husino je mjesna zajednica u općini Tuzli. Spada u ruralno područje općine Tuzle. Na njemu je 31. prosinca 2006. godine prema statističkim procjenama živjelo 3.089 stanovnika u 932 domaćinstva.

## Kultura
Prije 1990-ih je u Husinu djelovalo Amatersko pozorište 16 August - Husino, koje su mjesni Hrvati 1990-ih preimenovali u Hrvatski teatar Soli.
U Husinu djeluje HKUD Husino.
Od 2015. na Husinu se održava Likovna kolonija Husino.

## Stanovništvo
Stanovništvo na Husinu:
| Husino             |       |       |       |       |
| godina popisa      | 1991. | 1981. | 1971. | 1961. |
| Hrvati             | 917   | 1618  | 1688  | 1655  |
| Srbi               | 10    | 70    | 86    | 25    |
| Muslimani          | 8     | 19    | 70    | 5     |
| Jugoslaveni        | 557   | 199   | 43    | 6     |
| Slovenci           |       | 1     | 2     | 3     |
| Makedonci          |       | 2     |       |       |
| Crnogorci          |       | 5     | 2     | 4     |
| ostali i nepoznato | 80    | 74    | 72    |       |
| ukupno             | 1572  | 1988  | 1963  | 1698  |

U Husinu se nalazi romsko naselje,
 što objašnjava velike fluktuacije broja Hrvata, Muslimana, Srba i izjašnjenih kao Jugoslavena među popisima.

## Šport
- NK Husinski Rudar Zrinski. Prije spajanja sa Zrinskim, klub se zvao NK Radnički i NK Husinski rudar.

## Poznate ličnosti
- Juro Kerošević, poznati sudionik Husinske bune
- Mijo Kerošević Guja, komandant bataljona 18. hrvatske brigade NOVJ, opunomoćenik Ozne za Tuzlu, proglašen za narodnog heroja 5. srpnja 1951.
- Vlado Kerošević, glumac i redatelj
- Bernard Tomić, tenisač
- Drago Tomić, nogometni i rukometni sudac, rukometni dužnosnik
- Zvjezdan Tomić, rukometni trener

## Vanjske poveznice
- Husino pokrivanje crkve, Akcijaonline, Autori emisije: Mirsad i Meliha Hadžić, Datum objavljivanja: 13. ruj 2015.
- Husino, Malo Gospojino, patron župe HUSINO, Mivel50, Datum objavljivanja: 11. ruj 2015.
- Mala Gospa (8.9.2015). Patron Župe Husino, Anto Šimić Čiko
- Maškare u župi Husino (26.2.2017.), SOLI
- Tuzlarije.net HKUD "Husino" Izvorna skupina - igre iz husinskog kraja, Tuzlarije.net
- HKUD "Husino" Izvorna skupina - pjesme husinskog kraja, Tuzlarije.net
- Gospo Husinska, kraljice Hrvata, Anto Šimić Čiko